# Sekanak Raya
Sekanak Raya is een bestuurslaag in het regentschap Batam van de provincie Riau-archipel, Indonesië. Sekanak Raya telt 5420 inwoners (volkstelling 2010).